# 朝日生命硬式野球部
朝日生命硬式野球部（あさひせいめいこうしきやきゅうぶ）は、東京都に本拠地を置き、日本野球連盟に加盟していた社会人野球の企業チームである。2002年3月に解散した。
運営母体は、生命保険会社の朝日生命保険。

## 概要
1972年、朝日生命保険の軟式野球部が硬式野球部へと転向し『朝日生命硬式野球部』として創部した。
1996年、創部24年目にして都市対抗野球に初出場を果たし、本戦ではベスト4まで進出した。
1999年、日本選手権に初出場を果たした。
2001年12月に経営基盤を固めるための事業見直しから廃部が発表され、翌2002年3月にテニス部とともに廃部となった。
グラウンドは町田市が購入して小野路公園となり、野球場も継続利用されている。

## 設立・沿革
- 1972年 - 『朝日生命』として創部。
- 1996年 - 都市対抗野球に初出場（4強）。
- 1999年 - 日本選手権に初出場（2回戦敗退）。
- 2002年3月 - 解散。

## 大会の出場歴・最高成績
- 都市対抗野球大会：出場2回、4強1回（1996年）
- 社会人野球日本選手権大会：出場1回
- JABA東北大会：優勝1回（1995年）
- JABA新潟大会：優勝1回（1986年）

## 主な出身プロ野球選手
- 平塚克洋（外野手） - 1989年ドラフト3位で横浜大洋ホエールズに入団
- 藪恵一（投手） - 1993年ドラフト1位（逆指名）で阪神タイガースに入団
- 代田建紀（外野手） - 1997年ドラフト6位で近鉄バファローズに入団
- 金剛弘樹（投手） - 廃部に伴い日本通運に移籍し、2004年ドラフト9位で中日ドラゴンズに入団